# Begenç Gündogdyýew

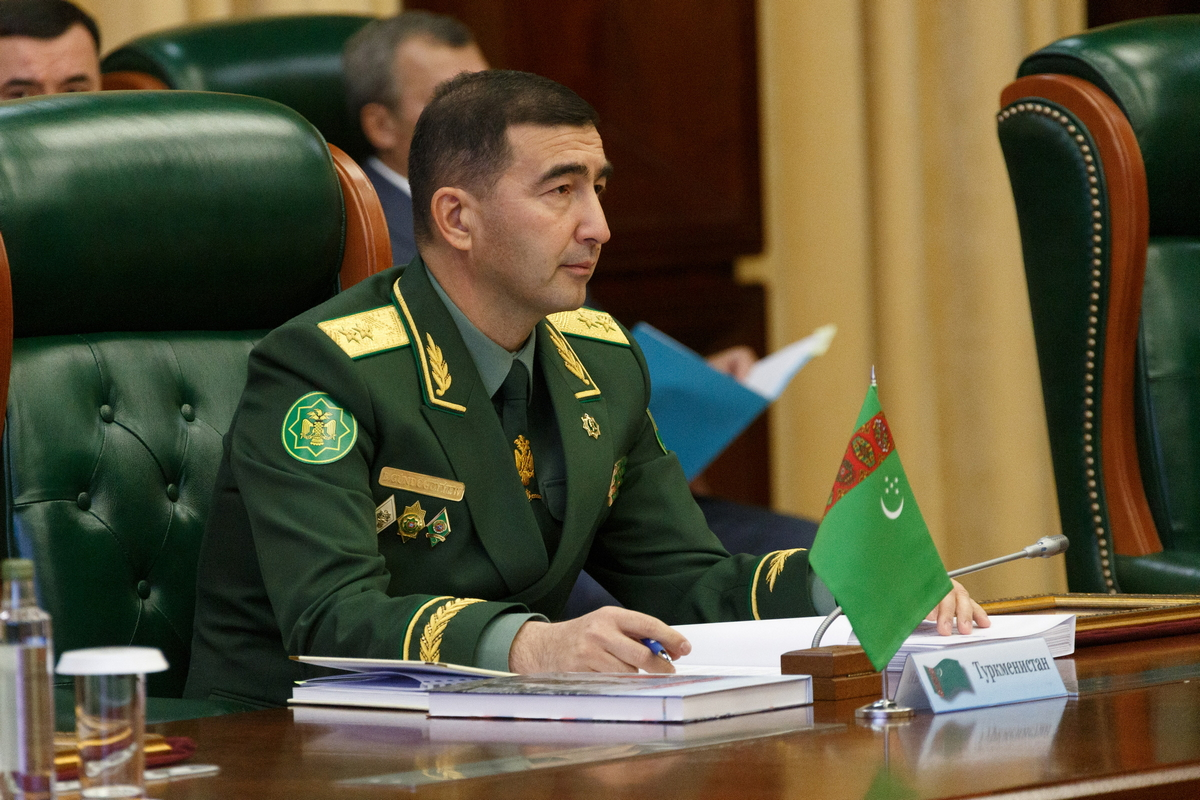
Begenç Ataýewiç Gündogdyýew

Begenç Ataýewiç Gündogdyýew (* in der Turkmenischen Sozialistischen Sowjetrepublik) ist ein turkmenischer Generalmajor und amtierender Verteidigungsminister des zentralasiatischen Staates Turkmenistan.

## Karriere
Gündogdyýew machte bei den Turkmenischen Streitkräften Karriere und hatte 2009 bereits den Rang Oberstleutnant inne. Ende der 2000er-Jahre diente Gündogdyýew als Militärattaché Turkmenistans bei den Vereinigten Staaten in Washington, D.C. Im Juli 2009 wurde er von Präsident Gurbanguly Berdimuhamedow zum stellvertretenden Verteidigungsminister Turkmenistans ernannt, wobei der Schwerpunkt seiner Tätigkeit in den Bereichen Beschaffung und Logistik lag. Dabei arbeitete er erneut eng mit US-amerikanischen Militärs zusammen, wenn es um die Versorgung amerikanischer Truppen in Afghanistan ging.
Am 29. März wurde Gündogdyýew nach einer Sitzung des nationalen Sicherheitsrats per Dekret des Präsidenten zum neuen Verteidigungsminister Turkmenistans ernannt. Gleichzeitig wurde er von seinen Pflichten als stellvertretender Minister entbunden. Damit folgte er im Amt des Verteidigungsministers auf Ýaýlym Berdiýew. In seiner ersten Amtszeit als Verteidigungsminister stand insbesondere die Weiterentwicklung der Turkmenischen Marine im Vordergrund, die im Kaspischen Meer präsent sein sollte. Ausdruck dieser Bemühungen war ein militärisches Manöver der turkmenischen Marine im Kaspischen Meer im September 2012.
Nach mehreren gewaltsamen Zwischenfällen an der turkmenisch-afghanischen Grenze reagierte Präsident Berdimuhamedow im Oktober 2015 mit einer Personalrochade im Bereich der Sicherheits- und Verteidigungspolitik. Begenç Gündogdyýew wurde zum Kommandeur der Marine und des turkmenischen Grenzschutzes degradiert, sein Vorgänger Ýaýlym Berdiýew kehrte in das Amt des Verteidigungsministers zurück. Nachdem im Juli 2017 vier Kämpfer des Islamischen Staats an der südlichen Grenze Turkmenistans aus dem Iran und Afghanistan kurzzeitig in turkmenisches Gebiet eindringen konnten, wurde Gündogdyýew vom Generalmajor zum Oberst herabgestuft, da er als Kommandeur des Grenzschutzes für den Vorfall verantwortlich gemacht wurde. Im März 2018 wurde er wieder zum Generalmajor ernannt.
Bei einer Sitzung des turkmenischen Sicherheitsrates am 14. Juni 2018 wurde Gündogdyýew erneut zum Verteidigungsminister Turkmenistans ernannt. Ýaýlym Berdiýew wechselte ins Ministerium für nationale Sicherheit. Im März 2019 wurde Gündogdyýew öffentlich vom Präsidenten kritisiert, da die Schäden in Folge von Schlammlawinen im Balkan welaýaty vom Zivilschutz, der dem Verteidigungsministerium unterstellt ist, nicht ausreichend eingedämmt werden konnten. Als Verteidigungsminister ist Gündogdyýew maßgeblich an der Planung großer Militärparaden beteiligt, die zu verschiedenen Anlässen in Aşgabat stattfinden.